# 자유중국 (잡지)

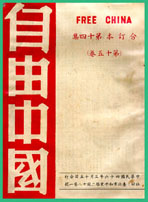
잡지 자유중국(自由中國)의 전면부

《자유중국》(중국어 정체자: 自由中國, 병음: Zìyóu Zhōngguó 쯔여우중궈[*])은 1949년 11월 20일에서 1960년 9월 4일까지 발행하던 중화민국의 정치 잡지이다.